# Pavol Molnár
Pour les articles homonymes, voir Molnar.
Pavol Molnár, né le 13 février 1936 à Bratislava à l'époque en Tchécoslovaquie, aujourd'hui en Slovaquie, et mort le 6 novembre 2021, est un joueur de football international tchécoslovaque (slovaque) qui évoluait au poste d'attaquant.

## Biographie

### Carrière en club
Avec l'équipe du CH Bratislava, il remporte un championnat de Tchécoslovaquie.
Avec le club du Slovan Bratislava, il remporte deux Coupes de Tchécoslovaquie et joue trois matchs en Coupe d'Europe des clubs champions.

### Carrière en sélection
Avec l'équipe de Tchécoslovaquie, il joue 20 matchs (pour 3 buts inscrits) entre 1956 et 1960. 
Il joue son premier match en équipe nationale le 26 août 1956 contre le Chili et son dernier le 7 septembre 1960 contre la France.
Il figure dans le groupe des sélectionnés lors des Coupes du monde de 1958 et de 1962. Lors du mondial 1958 organisé en Suède, il joue trois matchs : contre l'Allemagne de l'Ouest, l'Argentine et l'Irlande du Nord. En revanche, il ne dispute aucun match lors du mondial 1962 qui se déroule au Chili.
Pavol Molnár participe également à l'Euro de 1960 avec la sélection tchécoslovaque, compétition lors de laquelle son équipe se classe troisième.

## Palmarès
| \| CH Bratislava - Championnat de Tchécoslovaquie (1) : - Champion : 1958-59. - Vice-champion : 1960-61. \| \| Slovan Bratislava - Coupe de Tchécoslovaquie (2) : - Vainqueur : 1961-62 et 1962-63. \| |  | Tchécoslovaquie - Coupe du monde : - Finaliste : 1962.                               |
| CH Bratislava - Championnat de Tchécoslovaquie (1) : - Champion : 1958-59. - Vice-champion : 1960-61.                                                                                                  |  | Slovan Bratislava - Coupe de Tchécoslovaquie (2) : - Vainqueur : 1961-62 et 1962-63. |